# Hiệp ước Thứ Sáu Tuần thánh

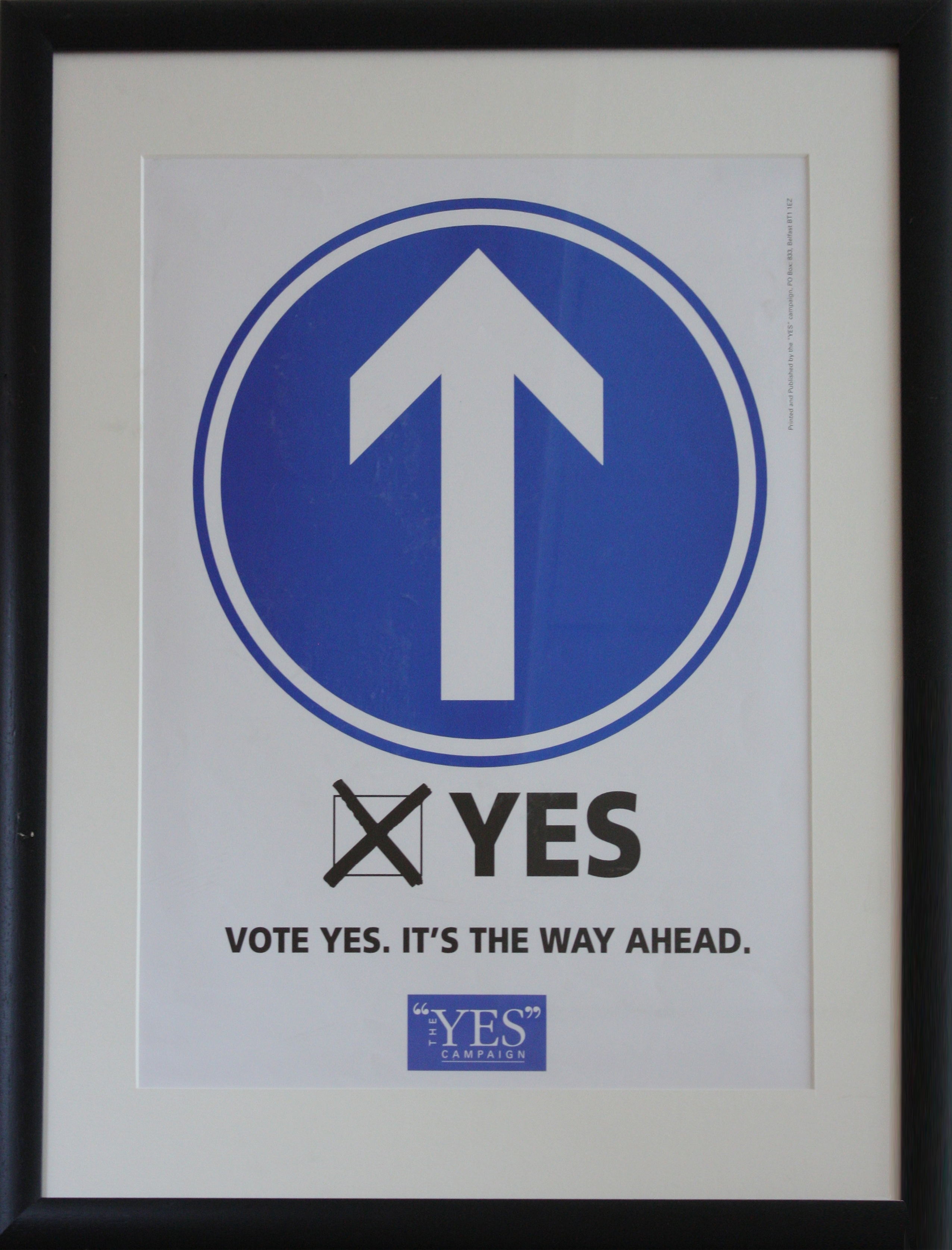
Áp phích vận động bầu cử cho „Good Friday Agreement".

Hiệp ước Thứ Sáu Tuần thánh (tiếng Anh: Good Friday Agreement) là một thỏa thuận giữa Chính phủ Cộng hoà Ireland, Chính phủ Vương quốc Anh và các đảng phái ở Bắc Ireland từ ngày 10 tháng 4 năm 1998.
Hiệp ước Thứ Sáu Tuần thánh kết thúc giai đoạn bạo động của cuộc xung đột Bắc Ireland từ những năm 1960 và đưa nó sang giai đoạn tìm kiếm một sự đồng lòng về chính trị. Mục đích là để tìm một modus vivendi vì lợi ích của người dân Ireland. Mặc dù vẫn có một số hành vi bạo lực sau Hiệp ước Thứ Sáu Tuần thánh, nhưng họ không còn nhận được sự ủng hộ của người dân nữa và không còn leo thang.
Các cuộc trưng cầu dân ý riêng ở Cộng hoà Ireland và Bắc Ireland đã xác nhận thỏa thuận.

## Các phần
- Chính phủ Cộng hoà Ireland từ bỏ đòi hỏi thống nhất với Bắc Ireland.
- Khả năng thống nhất với Cộng hòa Ireland sẽ không bị loại trừ nếu đa số người Bắc Ireland đồng ý.
- Các cơ quan Ireland và Bắc Ireland làm việc chung với nhau.
- Các lực lượng bán quân sự của Quân đội Cộng hòa Ireland (IRA), Hiệp hội Quốc phòng Ulster (UPL) và Đội Tình nguyện Ulster Volunteer Force (UVF) tuyên bố sẵn sàng giải giới.
- Việc thả các tù nhân chiến đấu ra khỏi nhà tù được hứa hẹn.
- Anh hứa sẽ giảm sự hiện diện của quân đội mình ở Bắc Ireland.
- Đạo luật Chính phủ Ireland (1920) được thu hồi.
- Một ủy ban hỗn hợp để điều tra số phận những người mất tích), cũng như những người bị IRA cáo buộc là đã bị sát hại ở một địa điểm không rõ, được thành lập.
- Người Bắc Ireland có thể nộp đơn xin hộ chiếu Ireland thêm vào với hộ chiếu Anh của họ.

## Kết quả trưng cầu dân ý
| Nước             | Thuận            | Chống          |
| ---------------- | ---------------- | -------------- |
| Bắc Ireland      | 0.676.966 (71 %) | 274.879 (29 %) |
| Cộng hòa Ireland | 1.442.583 (94 %) | 085.748 0(6 %) |